# جایزه بزرگ بریتانیا ۱۹۵۳
جایزه بزرگ بریتانیا ۱۹۵۳ (انگلیسی: ‎1953 British Grand Prix‎) یک مسابقهٔ موتوری در رشتهٔ اتومبیل‌رانی فرمول یک بود که در تاریخ ۱۸ ژوئیهٔ ۱۹۵۳ در پیست سیلورستون واقع در سیلورستون، انگلستان برگزار شد. این گراند پری در میان ۹ گراند پری در فصل ۱۹۵۳، مسابقهٔ شمارهٔ ۶ بود.
در این مسابقه که در ۹۰ دور و به مسافت ۴۲۳٫۹۴۹ کیلومتر (۲۶۳٫۴۳۰ مایل) برگزار شد، پول پوزیشن توسط آلبرتو اسکاری کسب شد و سریع‌ترین زمان برای طی یک دور پیست که برابر با ۱:۵۰٫۰ بود نیز توسط آلبرتو اسکاری به ثبت رسید.
آلبرتو اسکاری از تیم فراری، خوان مانوئل فانخیو از تیم مازراتی و نینو فارینا از تیم فراری به‌ترتیب مقام‌های اول تا سوم مسابقه را کسب کردند.

## رده‌بندی قهرمانی پس از مسابقه
| رده‌بندی قهرمانی رانندگان \| \| جایگاه \| راننده \| امتیاز \| \| -------- \| ------ \| ------------------- \| ----------- \| \| \| ۱ \| آلبرتو اسکاری \| ۳۳٫۵ (۳۶٫۵) \| \| \| ۲ \| مایک هاثورن \| ۱۶ \| \| ۱ \| ۳ \| خوزه فریلان گونزالز \| ۱۳٫۵ (۱۴٫۵) \| \| ۱ \| ۴ \| لوییجی ویلورزی \| ۱۳ \| \| ۲ \| ۵ \| خوان مانوئل فانخیو \| ۱۳ \| \| منبع:[۱] \| \| \| \| |        |                     |             |
| | جایگاه | راننده              | امتیاز      |
| | ۱      | آلبرتو اسکاری       | ۳۳٫۵ (۳۶٫۵) |
| | ۲      | مایک هاثورن         | ۱۶          |
| ۱ | ۳      | خوزه فریلان گونزالز | ۱۳٫۵ (۱۴٫۵) |
| ۱ | ۴      | لوییجی ویلورزی      | ۱۳          |
| ۲ | ۵      | خوان مانوئل فانخیو  | ۱۳          |
| منبع: |        |                     |             |

یادداشت
- تنها پنج جایگاه نخست از هر رده‌بندی نمایش داده شده‌است.